# Distretto di Licang
Il distretto di Licang (李沧区S) è un distretto della Cina, situato nella provincia dello Shandong e amministrato dalla prefettura di Tsingtao.